# Ruslan Abbasov
Ruslan Abbasov (Baku, 1º giugno 1980) è un ex calciatore azero, di ruolo difensore.

## Carriera

### Club
Ha sempre giocato nella massima serie del proprio paese con varie squadre, tranne nella stagione 2010-2011 in cui ha giocato in seconda serie con il Şəmkir.

### Nazionale
Debutta nel 2002 con la Nazionale azera, giocando 4 partite.

## Palmares

### Club
- Campionato azero: 3

Neftçi Baku: 2003-2004, 2004-2005
İnter Baku: 2007-2008
- Coppa dell'Azerbaijan: 2

Neftçi Baku: 2001-2002, 2003-2004